# 高島町駅 (滋賀県)
高島町駅（たかしまちょうえき）は、かつて滋賀県高島郡高島町大字勝野（現在の高島市勝野）にあった江若鉄道の駅（廃駅）。

## 歴史
当駅は1927年（昭和2年）、江若鉄道が北小松駅から延伸し、高島郡内に初めて鉄道が開通した際に開業した。開通に際しては、当時の滋賀県知事今村正美も臨席しての大規模な祝賀会が挙行されている。この時開通したのは当駅までで、路線は2年後の1929年（昭和4年）にさらに延伸、安曇駅までの区間が開業した。
開業当時の町名は高島郡大溝町であり、駅名も大溝駅（おおみぞえき）と称していたが、1943年（昭和18年）に大溝町が周辺の村と合併して高島町となったのに伴い駅名も高島町駅に改称されている。合併を経たあとも駅周辺は町の中心地であり、商業や観光の拠点として賑わいを見せた。

### 年表
- 1927年（昭和2年）12月15日：江若鉄道の北小松駅 - 当駅間の開業に伴い、大溝駅として高島郡大溝町に開業[6][7]。
- 1929年（昭和4年）6月1日：当駅から安曇川駅までの区間が延伸開業[6][8]。
- 1943年（昭和18年）4月ごろ：高島町の発足により高島町駅に改称[6][9]。
- 1969年（昭和44年）11月1日：駅廃止[6]。

## 駅構造
高島町駅は2面のホームが2本の線路を挟んで向かい合う相対式ホームと呼ばれる構造をとる。このほかに側線や蒸気機関車の水の補給に使用される給水設備を有し、江若鉄道の中では規模の大きな駅であった。旅客と貨物の両方を取り扱うことができる一般駅で、列車交換が可能な交換駅。
開業当初の駅舎は線内の他駅とは異なり四角い洋館風の建築であったが、廃止時には瓦葺きの屋根が乗る形に改修されていた。
| ← 浜大津 方面 | 高島町駅 配線略図 | → 近江今津 方面 |
| 凡例 出典:    |                   |                 |

## 利用状況
初期の年間乗降客数・貨物取扱量の状況は以下の通り。山側にある朽木村にマンガン鉱山があったため、一時は当駅からマンガンが発送されていた。
| 年間の旅客および貨物の取扱量 | 年間の旅客および貨物の取扱量 | 年間の旅客および貨物の取扱量 | 年間の旅客および貨物の取扱量 | 年間の旅客および貨物の取扱量 | 年間の旅客および貨物の取扱量 |
| 年                           | 旅客                         | 旅客                         | 貨物                         | 貨物                         | 出典                         |
| 年                           | 乗車                         | 降車                         | 発送                         | 到着                         | 出典                         |
| ---------------------------- | ---------------------------- | ---------------------------- | ---------------------------- | ---------------------------- | ---------------------------- |
| 1931年                       | 48,783人                     | 48,435人                     | 914トン                      | 1,157トン                    | [ 14 ]                       |
| 1934年                       | 58,327人                     | 57,468人                     | 617トン                      | 1,572トン                    | [ 15 ]                       |
| 1935年                       | 58,341人                     | 58,238人                     | 776トン                      | 1,823トン                    | [ 16 ]                       |
| 1936年                       | 62,879人                     | 63,315人                     | 838トン                      | 1,692トン                    | [ 17 ]                       |

## 駅周辺
周辺はかつての大溝藩大溝城の城下町であり、駅は大溝城の水堀跡に立地していた。1956年（昭和31年）には駅前に高島診療所が開所し、病院利用者を当て込んだ商店なども駅前に出店している。
駅のあった場所は、江若鉄道の廃線後に開業した湖西線近江高島駅の駅前広場に相当する。当駅より先、近江今津方面の線路跡については、近江高島駅の北側でカーブを描く湖西線の線路の外側に築堤や橋台が一部残されているのを確認することができるが、それ以降はおおむね湖西線に取り込まれている。

## 隣の駅
江若鉄道
江若鉄道線
白鬚駅 - （臨）白鬚浜駅 - 高島町駅 - 水尾駅